# Laurent Fargues

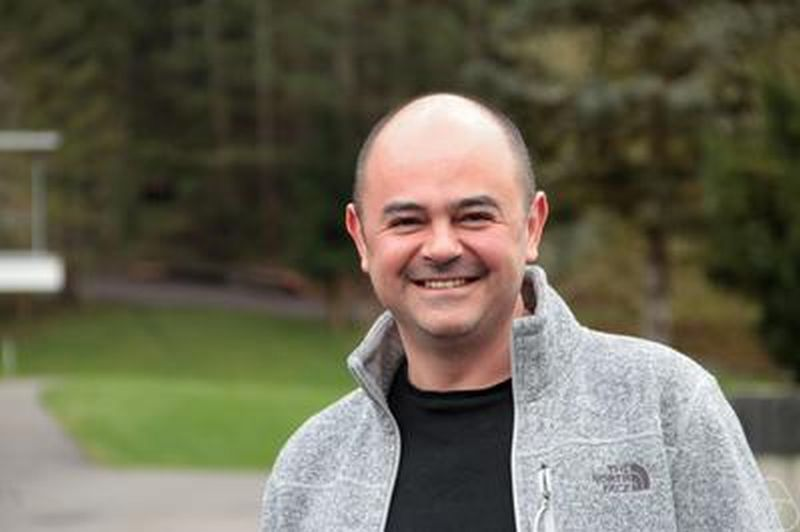
Laurent Fargues, Oberwolfach 2016

Laurent Fargues (* 19. Juni 1975 in Cagnes-sur-Mer) ist ein französischer Mathematiker.
Fargues wurde 2001 bei Michael Harris an der Universität Paris VII (Institut de Mathématiques de Jussieu) promoviert (Correspondances de Langlands locale dans la cohomologie des espaces de Rapoport-Zink) und habilitierte sich 2009 an der Universität Paris-Süd in Orsay. 2002 bis 2011 forschte er für das CNRS in Orsay, 2011 bis 2013 als Forschungsdirektor in Straßburg (IRMA) und ab 2013 in Paris am Institute de Mathématiques de Jussieu.
Fargues befasst sich mit dem Langlands-Programm, Shimura-Varietäten, p-divisiblen Gruppen und deren Modulräumen und p-adischer Hodge-Theorie. 2014 formulierte er eine Vermutung über die Geometrisierung der lokalen Langlands-Korrespondenz mit Hilfe der von ihm und Fontaine eingeführten Fundamentalkurve der p-adischen Hodge-Theorie (auch Fargues-Fontaine-Kurve genannt).
Er ist eingeladener Sprecher auf dem Internationalen Mathematikerkongress in Rio de Janeiro 2018 (La Courbe). Er erhielt 2017 einen ERC Advanced Grant und hielt 2004 den Cours Peccot am Collège de France.

## Schriften
- Cohomologie des espaces de modules de groupes p-divisibles et correspondances de Langlands locales, Asterisque, Band 291, 2004, S. 1–200
- Application de Hodge-Tate duale d’un groupe de Lubin-Tate, immeuble de Bruhat-Tits du groupe linéaire et filtrations de ramifications, Duke Math J. Band 140, 2007, Nr. 3, Arxiv
- mit Alain Genestier, Vincent Lafforgue: L’isomorphisme entres les tours de Lubin-Tate et de Drinfeld, Birkhäuser, Progress in Mathematics, Band 262, 2008
- Filtration de monodromie et cycles evanescents formels, Inventiones Mathematicae, Band 177, 2009, S. 281–305, Arxiv
- mit Jean-Marc Fontaine: Vector bundles and p-adic Galois representations, AMS/IP Studies in Advanced Mathematics, Band 51, 2011
- mit J-M. Fontaine: Vector bundles on curves and p-adic Hodge theory, in: Automorphic Forms and Galois Representation, London Mathematical Society Lecture Note Series, Volume 415, Cambridge University Press, 2014
- From local class field to the curve and vice versa, Proc.  AMS  2015 Summer Research Institute on Algebraic Geometry, Salt Lake City
- mit Fontaine: Courbes et fibrés vectoriels en théorie de Hodge p-adique, Astérisque, Preprint 2017
- Geometrization of the local Langlands correspondence: an overview, Arxiv 2016